# DC Extended Universe
DC Extended Universe (DCEU) is een Amerikaanse mediafranchise over een reeks van superheldenfilms die zich afspelen in een gedeeld fictief universum. De films zijn gebaseerd op de stripboeken van DC Comics en geproduceerd door Warner Bros. Pictures in samenwerking met DC Comics. Net als in het origineel DC Universum van de stripboekenreeks verschijnen de personages en verhalen vergelijkbaar als in de films in een cross-over. De filmreeks bracht ruim 6 miljard Amerikaanse dollar op en staat daarmee op de 8e plaats in de lijst van succesvolste filmreeksen.

## Achtergrond
De eerste poging om een gemeenschappelijk DC Universum filmreeks begon in 1998 waarmee Kevin Smith en Tim Burton Superman Lives probeerde te filmen. De plannen van de film waarin Doomsday van deel uitmaakt werd later ingetrokken. Een andere poging voor een start van een gezamenlijke DC Universum verfilming was in 2011 met de verschenen film Green Lantern. De scenarioschrijvers van de film  Michael Green en Marc Guggenheim waren al bezig met het script voor een film over The Flash die ook deel uitmaakt van een uiteindelijk film universum gebaseerd op de DC Comics. Omdat de film Green Lantern voornamelijk negatieve recensies ontving en de omzet onder de verwachting bleef, werd door Warner Bros. afgezien van de opvolger The Flash.
Met het succes van The Avengers in 2012 dat gebaseerd is op het Marvel Cinematic Universe werden de plannen door Warner Bros. hervat en waarmee werd besloten om Man of Steel uit 2013, geregisseerd door Zack Snyder als start te gebruiken van een nieuw filmuniversum omdat onder andere Zack Snyder en Chris Terrio ook al plannen hadden voor de film The Justice League. De eerste twee jaar was de franchise zonder echte officiële naam, totdat uiteindelijk het bedenken van de naam werd onthuld in juli 2015.
In 2016 verscheen de tweede film Batman v Superman: Dawn of Justice, wederom geregisseerd door Zack Snyder en de derde film Suicide Squad door David Ayer. In 2017 verscheen de vierde film Wonder Woman geregisseerd door Patty Jenkins die het meest positief gewaardeerd werd op diverse beoordelingssites en de vijfde film Justice League geregisseerd door Zack Snyder en geholpen in de post-productie door Joss Whedon. In 2018 verscheen de zesde film Aquaman van James Wan, met een bioscoop-opbrengst wereldwijd van meer dan $ 1 miljard. In 2019 verscheen de zevende film Shazam! van David F. Sandberg. In 2020 verscheen de achtste film Birds of Prey geregisseerd door Cathy Yan, met hoofdrolspeelster Margot Robbie die als belangrijkste personage (Harley Quinn) terugkeert van Suicide Squad en de negende film Wonder Woman 1984 wederom geregisseerd door Patty Jenkins. In 2021 verscheen Zack Snyder's Justice League, een director's cut van 242 minuten van de oorspronkelijke film Justice League (2017) van regisseur Zack Snyder en de tiende film 'The Suicide Squad' geregisseerd door James Gunn, een Sequel en gedeeltelijke Reboot van Suicide Squad (2016). In 2022 verscheen de elfde film Black Adam geregisseerd door Jaume Collet-Serra, een spin-off van Shazam! (2019). In 2023 verscheen de twaalfde film Shazam! Fury of the Gods wederom geregisseerd door David F. Sandberg, de dertiende film The Flash geregisseerd door Andy Muschietti, de veertiende film Blue Beetle geregisseerd door Ángel Manuel Soto en de vijftiende film Aquaman and the Lost Kingdom wederom geregisseerd door James Wan.

## Films
| Film                               | Verschijningsdatum                                                                                                  | Regisseur               | Producent(en)                                                    | Schrijver(s)                                | Speelduur   |
| ---------------------------------- | --- | ----------------------- | ---------------------------------------------------------------- | ------------------------------------------- | ----------- |
| Man of Steel                       | 10 juni 2013 19 juni 2013 (België) 20 juni (Nederland)                                                              | Zack Snyder             | Christopher Nolan Charles Roven Deborah Snyder Emma Thomas       | David S. Goyer                              | 143 minuten |
| Batman v Superman: Dawn of Justice | 19 maart 2016 23 maart 2016 (België) 24 maart 2016 (Nederland)                                                      | Zack Snyder             | Charles Roven Deborah Snyder                                     | Chris Terrio David S. Goyer                 | 151 minuten |
| Suicide Squad                      | 1 augustus 2016 3 augustus 2016 (België) 4 augustus 2016 (Nederland)                                                | David Ayer              | Charles Roven Richard Suckle                                     | David Ayer                                  | 123 minuten |
| Wonder Woman                       | 14 mei 2017 31 mei 2017 (België) 15 juni 2017 (Nederland)                                                           | Patty Jenkins           | Charles Roven Deborah Snyder Zack Snyder Richard Suckle          | Allan Heinberg                              | 141 minuten |
| Justice League                     | 26 oktober 2017 15 november 2017 (België) 16 november 2017 (Nederland)                                              | Zack Snyder Joss Whedon | Charles Roven Deborah Snyder Jon Berg Geoff Johns                | Chris Terrio Joss Whedon                    | 120 minuten |
| Aquaman                            | 26 november 2018 13 december 2018 (Nederland) 19 december 2018 (België)                                             | James Wan               | Peter Safran Rob Cowan                                           | David Leslie Johnson-McGoldrick Will Beall  | 143 minuten |
| Shazam!                            | 15 maart 2019 25 maart 2019 (Nederland) 3 april 2019 (België)                                                       | David F. Sandberg       | Peter Safran                                                     | Henry Gayden                                | 132 minuten |
| Birds of Prey                      | 25 januari 2020 5 februari 2020 (België) 6 februari 2020 (Nederland)                                                | Cathy Yan               | Margot Robbie Bryan Unkeless Sue Kroll                           | Christina Hodson                            | 109 minuten |
| Wonder Woman 1984                  | 16 december 2020 31 maart 2021* (België) 31 maart 2021* (Nederland)                                                 | Patty Jenkins           | Gal Gadot Patty Jenkins Charles Roven Deborah Snyder Zack Snyder | Patty Jenkins Geoff Johns Dave Callaham     | 151 minuten |
| Zack Snyder's Justice League       | 18 maart 2021 18 maart 2021** (België) 18 maart 2021** (Nederland) 8 april 2021* (België) 8 april 2021* (Nederland) | Zack Snyder             | Charles Roven Deborah Snyder                                     | Chris Terrio                                | 242 minuten |
| The Suicide Squad                  | 27 juli 2021 28 juli 2021 (België) 5 augustus 2021 (Nederland)                                                      | James Gunn              | Charles Roven Peter Safran                                       | James Gunn                                  | 132 minuten |
| Black Adam                         | 3 oktober 2022 19 oktober 2022 (België) 19 oktober 2022 (Nederland)                                                 | Jaume Collet-Serra      | Beau Flynn Dany Garcia Hiram Garcia                              | Adam Sztykiel Rory Haines Sohrab Noshirvani | 124 minuten |
| Shazam! Fury of the Gods           | 14 maart 2023 15 maart 2023 (België) 16 maart 2023 (Nederland)                                                      | David F. Sandberg       | Peter Safran                                                     | Henry Gayden Chris Morgan                   | 130 minuten |
| The Flash                          | 12 juni 2023 14 juni 2023 (België) 15 juni 2023 (Nederland)                                                         | Andy Muschietti         | Barbara Muschietti Michael Disco                                 | Christina Hodson                            | 144 minuten |
| Blue Beetle                        | 15 augustus 2023 16 augustus 2023 (België) 17 augustus 2023 (Nederland)                                             | Ángel Manuel Soto       | John Rickard Zev Foreman                                         | Gareth Dunnet-Alcocer                       | 127 minuten |
| Aquaman and the Lost Kingdom       | 20 december 2023 (België) 21 december 2023 (Nederland)                                                              | James Wan               | Peter Safran James Wan Rob Cowan                                 | David Leslie Johnson-McGoldrick             | 124 minuten |

(* = Video on demand)
(** = Digitale aankopen)

## Televisieseries
| Televisieserie | Verschijningsdatum | Einddatum        | Seizoenen | Afleveringen | Regisseur(s)                                           | Producent(en)                       | Schrijver(s) |
| -------------- | ------------------ | ---------------- | --------- | ------------ | ------------------------------------------------------ | ----------------------------------- | ------------ |
| Peacemaker     | 13 januari 2022    | 17 februari 2022 | 1         | 8            | James Gunn Jordy Hill Rosemary Rodriguez Brad Anderson | Matt Miller Peter Safran James Gunn | James Gunn   |

## Terugkerende personages
- In deze lijst zijn enkel personages opgenomen die in meerdere films binnen het DCEU terugkeren.

| Karakter                                   | Projecten                                                          | Projecten                           | Projecten           | Projecten                                           | Projecten                       | Projecten | Projecten                                       | Projecten           | Projecten                     | Projecten         | Projecten                   | Projecten            | Projecten                    | Projecten                                                                   |
| Karakter                                   | Man of Steel                                                       | Batman v Superman: Dawn of Justice  | Suicide Squad       | Wonder Woman                                        | Justice League (met Snyder-Cut) | Aquaman | Shazam!                                         | Birds of Prey       | Wonder Woman 1984             | The Suicide Squad | Peacemaker                  | Black Adam           | Shazam! Fury of the Gods     | The Flash                                                                   |
| ------------------------------------------ | ------------------------------------------------------------------ | ----------------------------------- | ------------------- | --------------------------------------------------- | ------------------------------- | --- | ----------------------------------------------- | ------------------- | ----------------------------- | ----------------- | --------------------------- | -------------------- | ---------------------------- | --------------------------------------------------------------------------- |
| Kal-El Superman Clark Kent                 | Henry Cavill Dylan Sprayberry (13 jaar) Cooper Timberline (9 jaar) | Henry Cavill                        |                     |                                                     | Henry Cavill                    | | Ryan Hadley (cameo)                             |                     |                               |                   | Brad Abramenko (cameo)      | Henry Cavill (cameo) |                              | Nicolas Cage Henry Cavill (CGI) Christopher Reeve (CGI) George Reeves (CGI) |
| Lois Lane                                  | Amy Adams                                                          | Amy Adams                           |                     |                                                     | Amy Adams                       | |                                                 |                     |                               |                   |                             |                      |                              |                                                                             |
| General Dru-Zod                            | Michael Shannon                                                    | Michael Shannon (archief materiaal) |                     |                                                     |                                 | |                                                 |                     |                               |                   |                             |                      |                              | Michael Shannon                                                             |
| Martha Kent                                | Diane Lane                                                         | Diane Lane                          |                     |                                                     | Diane Lane                      | |                                                 |                     |                               |                   |                             |                      |                              |                                                                             |
| Jonathan Kent                              | Kevin Costner                                                      | Kevin Costner                       |                     |                                                     | Kevin Costner (foto)            | |                                                 |                     |                               |                   |                             |                      |                              |                                                                             |
| Martian Manhunter General Calvin Swanwick  | Harry Lennix                                                       | Harry Lennix                        |                     |                                                     | Harry Lennix                    | |                                                 |                     |                               |                   |                             |                      |                              |                                                                             |
| Kelex                                      | Carla Gugino (stem)                                                | Carla Gugino (stem)                 |                     |                                                     | Carla Gugino (stem)             | |                                                 |                     |                               |                   |                             |                      |                              |                                                                             |
| Perry White                                | Laurence Fishburne                                                 | Laurence Fishburne                  |                     |                                                     |                                 | |                                                 |                     |                               |                   |                             |                      |                              |                                                                             |
| Lana Lang                                  | Jadin Gould                                                        | Jadin Gould                         |                     |                                                     |                                 | |                                                 |                     |                               |                   |                             |                      |                              |                                                                             |
| Jor-El                                     | Russell Crowe                                                      |                                     |                     |                                                     | Russell Crowe (stem)            | |                                                 |                     |                               |                   |                             |                      |                              |                                                                             |
| Faora-Ul                                   | Antje Traue                                                        |                                     |                     |                                                     |                                 | |                                                 |                     |                               |                   |                             |                      |                              | Antje Traue                                                                 |
| Diana Prince Wonder Woman                  |                                                                    | Gal Gadot                           |                     | Gal Gadot Lilly Aspell (jong) Emily Carey (12 jaar) | Gal Gadot                       | |                                                 |                     | Gal Gadot Lilly Aspell (jong) |                   | Kimberly von Ilberg (cameo) |                      | Gal Gadot (cameo)            | Gal Gadot                                                                   |
| Barry Allen The Flash                      |                                                                    | Ezra Miller (cameo)                 | Ezra Miller (cameo) |                                                     | Ezra Miller                     | |                                                 |                     |                               |                   | Ezra Miller (cameo)         |                      |                              | Ezra Miller Ian Loh (jong)                                                  |
| Arthur Curry Aquaman                       |                                                                    | Jason Momoa (cameo)                 |                     |                                                     | Jason Momoa                     | Jason Momoa Tainui Kirkwood Tamor Kirkwood Denzel Quirke (3 jaar) Kaan Guldur (9 jaar) Otis Dhanji (13 jaar) Kekoa Kekumano (16 jaar) |                                                 |                     |                               |                   | Jason Momoa (cameo)         |                      |                              | Jason Momoa                                                                 |
| Bruce Wayne Batman                         |                                                                    | Ben Affleck Brandon Spink (jong)    | Ben Affleck         |                                                     | Ben Affleck                     | |                                                 |                     |                               |                   |                             |                      |                              | Ben Affleck Michael Keaton George Clooney                                   |
| Alfred Pennyworth                          |                                                                    | Jeremy Irons                        |                     |                                                     | Jeremy Irons                    | |                                                 |                     |                               |                   |                             |                      |                              | Jeremy Irons                                                                |
| Steve Trevor                               |                                                                    | Chris Pine (foto)                   |                     | Chris Pine                                          |                                 | |                                                 |                     | Chris Pine                    |                   |                             |                      |                              |                                                                             |
| Chief Napi                                 |                                                                    | Eugene Brave Rock (foto)            |                     | Eugene Brave Rock                                   |                                 | |                                                 |                     | Eugene Brave Rock (foto)      |                   |                             |                      |                              |                                                                             |
| Charlie                                    |                                                                    | Ewen Bremner (foto)                 |                     | Ewan Bremner                                        |                                 | |                                                 |                     | Ewan Bremner (foto)           |                   |                             |                      |                              |                                                                             |
| Sameer                                     |                                                                    | Saïd Taghmaoui (foto)               |                     | Saïd Taghmaoui                                      |                                 | |                                                 |                     | Saïd Taghmaoui (foto)         |                   |                             |                      |                              |                                                                             |
| Lex Luthor                                 |                                                                    | Jesse Eisenberg                     |                     |                                                     | Jesse Eisenberg (cameo)         | |                                                 |                     |                               |                   |                             |                      |                              |                                                                             |
| Victor Stone Cyborg                        |                                                                    | Ray Fisher (cameo)                  |                     |                                                     | Ray Fisher                      | |                                                 |                     |                               |                   |                             |                      |                              |                                                                             |
| Dr. Silas Stone                            |                                                                    | Joe Morton                          |                     |                                                     | Joe Morton                      | |                                                 |                     |                               |                   |                             |                      |                              |                                                                             |
| Amanda Waller                              |                                                                    |                                     | Viola Davis         |                                                     |                                 | |                                                 |                     |                               | Viola Davis       | Viola Davis                 | Viola Davis          |                              |                                                                             |
| Dr. Harleen Quinzel Harley Quinn           |                                                                    |                                     | Margot Robbie       |                                                     |                                 | |                                                 | Margot Robbie       |                               | Margot Robbie     |                             |                      |                              |                                                                             |
| Joker                                      |                                                                    |                                     | Jared Leto          |                                                     | Jared Leto                      | |                                                 | Johnny Goth         |                               |                   |                             |                      |                              | Cesar Romero (stem) Jack Nicholson (stem)                                   |
| George "Digger" Harkness Captain Boomerang |                                                                    |                                     | Jai Courtney        |                                                     |                                 | |                                                 | Jai Courtney (foto) |                               | Jai Courtney      |                             |                      |                              | Jai Courtney (CGI)                                                          |
| Rick Flag                                  |                                                                    |                                     | Joel Kinnaman       |                                                     |                                 | |                                                 |                     |                               | Joel Kinnaman     |                             |                      |                              |                                                                             |
| Queen Hippolyta                            |                                                                    |                                     |                     | Connie Nielsen                                      | Connie Nielsen                  | |                                                 |                     | Connie Nielsen                |                   |                             |                      |                              |                                                                             |
| General Antiope                            |                                                                    |                                     |                     | Robin Wright                                        | Robin Wright                    | |                                                 |                     | Robin Wright                  |                   |                             |                      |                              |                                                                             |
| Venelia                                    |                                                                    |                                     |                     | Doutzen Kroes                                       | Doutzen Kroes                   | |                                                 |                     | Doutzen Kroes (cameo)         |                   |                             |                      |                              |                                                                             |
| Aella                                      |                                                                    |                                     |                     | Hayley Warnes                                       | Hayley Warnes                   | |                                                 |                     | Hayley Warnes                 |                   |                             |                      |                              |                                                                             |
| Trigona                                    |                                                                    |                                     |                     | Hari James                                          | Hari James                      | |                                                 |                     | Hari James                    |                   |                             |                      |                              |                                                                             |
| Lieutenant Menalippe                       |                                                                    |                                     |                     | Lisa Loven Kongsli                                  | Lisa Loven Kongsli              | |                                                 |                     |                               |                   |                             |                      |                              |                                                                             |
| Euboea                                     |                                                                    |                                     |                     | Samantha Win                                        | Samantha Win                    | |                                                 |                     |                               |                   |                             |                      |                              |                                                                             |
| Penthiselea                                |                                                                    |                                     |                     | Brooke Ence                                         | Brooke Ence                     | |                                                 |                     |                               |                   |                             |                      |                              |                                                                             |
| Philippus                                  |                                                                    |                                     |                     | Ann Ogbomo                                          | Ann Ogbomo                      | |                                                 |                     |                               |                   |                             |                      |                              |                                                                             |
| Epione                                     |                                                                    |                                     |                     | Eleanor Matsuura                                    | Eleanor Matsuura                | |                                                 |                     |                               |                   |                             |                      |                              |                                                                             |
| Ares Sir Patrick Morgan                    |                                                                    |                                     |                     | David Thewlis                                       | David Thewlis                   | |                                                 |                     |                               |                   |                             |                      |                              |                                                                             |
| Artemis                                    |                                                                    |                                     |                     | Ann Wolfe                                           |                                 | |                                                 |                     | Ann Wolfe                     |                   |                             |                      |                              |                                                                             |
| Etta Candy                                 |                                                                    |                                     |                     | Lucy Davis                                          |                                 | |                                                 |                     | Lucy Davis (foto)             |                   |                             |                      |                              |                                                                             |
| Mera                                       |                                                                    |                                     |                     |                                                     | Amber Heard                     | Amber Heard |                                                 |                     |                               |                   |                             |                      |                              |                                                                             |
| Nuidis Vulko                               |                                                                    |                                     |                     |                                                     | Willem Dafoe                    | Willem Dafoe |                                                 |                     |                               |                   |                             |                      |                              |                                                                             |
| Henry Allen                                |                                                                    |                                     |                     |                                                     | Billy Crudup                    | |                                                 |                     |                               |                   |                             |                      |                              | Ron Livingston                                                              |
| Iris West                                  |                                                                    |                                     |                     |                                                     | Kiersey Clemons                 | |                                                 |                     |                               |                   |                             |                      |                              | Kiersey Clemons                                                             |
| Thomas "Tom" Curry                         |                                                                    |                                     |                     |                                                     |                                 | Temuera Morrison |                                                 |                     |                               |                   |                             |                      |                              | Temuera Morrison                                                            |
| The Wizard                                 |                                                                    |                                     |                     |                                                     |                                 | | Djimon Hounsou                                  |                     |                               |                   |                             | Djimon Hounsou       | Djimon Hounsou               |                                                                             |
| William "Billy" Batson Shazam              |                                                                    |                                     |                     |                                                     |                                 | | Asher Angel Zachary Levi David Kohlsmith (jong) |                     |                               |                   |                             |                      | Asher Angel Zachary Levi     |                                                                             |
| Frederick "Freddy" Freeman                 |                                                                    |                                     |                     |                                                     |                                 | | Jack Dylan Grazer Adam Brody                    |                     |                               |                   |                             |                      | Jack Dylan Grazer Adam Brody |                                                                             |
| Mary Bromfield                             |                                                                    |                                     |                     |                                                     |                                 | | Grace Caroline Currey Michelle Borth            |                     |                               |                   |                             |                      | Grace Caroline Currey        |                                                                             |
| Darla Dudley                               |                                                                    |                                     |                     |                                                     |                                 | | Faithe Herman Meagan Good                       |                     |                               |                   |                             |                      | Faithe Herman Meagon Good    |                                                                             |
| Eugene Choi                                |                                                                    |                                     |                     |                                                     |                                 | | Ian Chen Ross Butler                            |                     |                               |                   |                             |                      | Ian Chen Ross Butler         |                                                                             |
| Pedro Peña                                 |                                                                    |                                     |                     |                                                     |                                 | | Jovan Armand D.J. Cotrona                       |                     |                               |                   |                             |                      | Jovan Armand D.J. Cotrona    |                                                                             |
| Dr. Thaddeus Sivana                        |                                                                    |                                     |                     |                                                     |                                 | | Mark Strong Ethan Pugiotto (jong)               |                     |                               |                   |                             |                      | Mark Strong (cameo)          |                                                                             |
| Rosa Vasquez                               |                                                                    |                                     |                     |                                                     |                                 | | Marta Milans                                    |                     |                               |                   |                             |                      | Marta Milans                 |                                                                             |
| Victor Vasquez                             |                                                                    |                                     |                     |                                                     |                                 | | Cooper Andrews                                  |                     |                               |                   |                             |                      | Cooper Andrews               |                                                                             |
| Mister Mind                                |                                                                    |                                     |                     |                                                     |                                 | | David F. Sandberg (stem)                        |                     |                               |                   |                             |                      | David F. Sandberg (stem)     |                                                                             |
| Brett Breyer                               |                                                                    |                                     |                     |                                                     |                                 | | Carson MacCormac                                |                     |                               |                   |                             |                      | Carson MacCormac             |                                                                             |
| Burke Breyer                               |                                                                    |                                     |                     |                                                     |                                 | | Evan Marsh                                      |                     |                               |                   |                             |                      | Evan Marsh                   |                                                                             |
| Emilia Harcourt                            |                                                                    |                                     |                     |                                                     |                                 | |                                                 |                     |                               | Jennifer Holland  | Jennifer Holland            | Jennifer Holland     | Jennifer Holland             |                                                                             |
| John Economos                              |                                                                    |                                     |                     |                                                     |                                 | |                                                 |                     |                               | Steve Agee        | Steve Agee                  |                      | Steve Agee (cameo)           |                                                                             |
| Christopher Smith Peacemaker               |                                                                    |                                     |                     |                                                     |                                 | |                                                 |                     |                               | John Cena         | John Cena                   |                      |                              |                                                                             |

## Ontvangst en opbrengst
| Film                               | Budget        | Opbrengst       | Opbrengst (NL) | Rotten Tomatoes         | Metacritic                | Internet Movie Database        |
| ---------------------------------- | ------------- | --------------- | -------------- | ----------------------- | ------------------------- | ------------------------------ |
| Man of Steel                       | $ 225.000.000 | $ 670.145.518   | $ 3.054.027    | 56% (333 beoordelingen) | 55/100 (47 beoordelingen) | 7,0/10 (679.136 beoordelingen) |
| Batman v Superman: Dawn of Justice | $ 250.000.000 | $ 874.362.803   | $ 4.181.863    | 28% (423 beoordelingen) | 44/100 (51 beoordelingen) | 6,4/10 (612.777 beoordelingen) |
| Suicide Squad                      | $ 175.000.000 | $ 749.200.054   | $ 6.215.717    | 27% (377 beoordelingen) | 40/100 (53 beoordelingen) | 6,0/10 (586.997 beoordelingen) |
| Wonder Woman                       | $ 149.000.000 | $ 823.970.682   | $ 3.700.000    | 93% (456 beoordelingen) | 76/100 (50 beoordelingen) | 7,4/10 (536.216 beoordelingen) |
| Justice League                     | $ 300.000.000 | $ 661.326.987   | $ 2.900.000    | 40% (395 beoordelingen) | 45/100 (52 beoordelingen) | 6,3/10 (371.448 beoordelingen) |
| Aquaman                            | $ 160.000.000 | $ 1.152.028.393 | $ 7.700.000    | 65% (399 beoordelingen) | 55/100 (50 beoordelingen) | 6,9/10 (349.360 beoordelingen) |
| Shazam!                            | $ 100.000.000 | $ 367.799.011   | $ 2.200.000    | 90% (404beoordelingen)  | 71/100 (53 beoordelingen) | 7,1/10 (241.151 beoordelingen) |
| Birds of Prey                      | $ 84.500.000  | $ 205.372.791   | $ 1.600.000    | 78% (407 beoordelingen) | 60/100 (59 beoordelingen) | 6,1/10 (138.063 beoordelingen) |
| Wonder Woman 1984                  | $ 200.000.000 | $ 169.601.036   | $ 7.678        | 59% (426 beoordelingen) | 60/100 (57 beoordelingen) | 5,4/10 (184.587 beoordelingen) |
| The Suicide Squad                  | $ 185.000.000 | $ 168.717.425   | $ 2.484.323    | 90% (379 beoordelingen) | 41/100 (52 beoordelingen) | 7,2/10 (363.798 beoordelingen) |
| Black Adam                         | $ 195.000.000 | $ 393.252.111   | $ 4.439.628    | 39% (296 beoordelingen) | 72/100 (55 beoordelingen) | 6,3/10 (233.960 beoordelingen) |
| Shazam! Fury of the Gods           | $ 125.000.000 | $ 133.838.006   | $ 883.250      | 49% (241 beoordelingen) | 47/100 (49 beoordelingen) | 6,0/10 (91.000 beoordelingen)  |
| The Flash                          | $ 200.000.000 | $ 270.633.313   | $ 1.322.485    | 64% (370 beoordelingen) | 56/100 (54 beoordelingen) | 6,9/10 (141.000 beoordelingen) |
| Blue Beetle                        | $ 120.000.000 | $ 129.288.072   | $ 930.988      | 76% (183 beoordelingen) | 61/100 (48 beoordelingen) | 6,9/10 (9.400 beoordelingen)   |
| Aquaman and the Lost Kingdom       | $ 205.000.000 | $ 434.381.226   | $ 3.446.406    | 33% (212 beoordelingen) | 42/100 (43 beoordelingen) | 5,6/10 (95.000 beoordelingen)  |

## Computerspellen

### Man of Steel (2013)
Man of Steel is een actiespel gebaseerd op de gelijknamige film. Het spel werd uitgebracht door Warner Bros. International Enterprises op 14 juni 2013. Het is beschikbaar voor iOS en Android.

### Batman v Superman - Who Will Win? (2016)
Batman v Superman - Who Will Win? is een computerspel gebaseerd op de film Batman v Superman: Dawn of Justice. Het werd uitgebracht door Warner Bros. International Enterprises op 16 maart 2016. Het is beschikbaar voor iOS en Android.

### Suicide Squad: Special Ops (2016)
Suicide Squad: Special Ops is een actiespel gebaseerd op de film Suicide Squad. Het werd uitgebracht door Warner Bros. International Enterprises op 19 juli 2016. Het is beschikbaar voor Microsoft Windows (PC), iOS en Android.

### Wonder Woman: Rise of the Warrior (2017)
Wonder Woman: Rise of the Warrior is een computerspel dat is ontwikkeld voor Snapchat en op het socialemediaplatform is uitgebracht als promotie voor de film Wonder Woman. Het werd uitgebracht door Warner Bros. International Enterprises op 23 mei 2017 en was beschikbaar op Snapchat en PC.

### Justice League VR: The Complete Experience (2017)
Justice League VR: The Complete Experience is een VR-computerspel. Het werd uitgebracht door Warner Bros. International Enterprises op 5 december 2017. Het is beschikbaar voor Android.

## Boeken
| Jaar | Titel                                                             | Opmerkingen |
| ---- | ----------------------------------------------------------------- | --- |
| 2013 | Man of Steel: The Early Years: Junior Novel                       | Het is een kinderboek van de schrijver Frank Whitman. Het werd uitgegeven op 30 april 2013 en is het eerste boek gebaseerd op de DC Extended Universe franchise. |
| 2013 | Man of Steel Prequel                                              | Het is een stripboek met tekst van Sterling Gates en tekeningen van Jerry Ordway. Het werd uitgegeven op 18 mei 2013 als digitale comic promotiemateriaal van Walmart. |
| 2013 | Man of Steel: The Official Movie Novelization                     | Het is een boek van schrijver Greg Cox. Het werd uitgegeven op 18 juni 2013. |
| 2016 | Warner Bros. Pictures Presents Batman v Superman: Dawn of Justice | Het is een vijfdelige stripboekenreeks met tekst van Christos Gage en tekeningen van Joe Bennet. Het werd uitgegeven op 28 januari 2016 als digitale comics promotiemateriaal van Dr Pepper. |
| 2016 | Batman v Superman: Dawn of Justice - Cross Fire                   | Het is een boek van de schrijver Michael Kogge. Het werd uitgegeven op 16 februari 2016 als prequel van Batman v Superman: Dawn of Justice. |
| 2016 | General Mills Presents Batman v Superman: Dawn of Justice         | Het is een vierdelige stripboekenreeks met tekst van Jeff Parker, Christos Gage, Marguerite Bennett en Joshua Williamson en tekeningen van R.B. Silva, Federico Dallochio, Marcus To en Eduardo Pansica. Het werd uitgegeven op 28 februari 2016 als mini-strips promotiemateriaal van General Mills.                                                       |
| 2016 | Batman v Superman: Dawn of Justice - Upstairs / Downstairs        | Het is een stripboek met tekst van Christos Gage en tekeningen van Joe Bennet. Het werd uitgegeven op 29 februari 2016 als digitale comic promotiemateriaal van Doritos en Walmart. |
| 2016 | Suicide Squad - Suicide Blonde                                    | Het is een stripboek met tekst van Tony Bedard en tekeningen van Tom Derenick, Juan Albarran en Lori Jackson. Het werd uitgegeven op 2 juni 2016 als comic promotiemateriaal van Splat. |
| 2016 | Suicide Squad: The Official Movie Novelization                    | Het is een boek van schrijver Marv Wolfman. Het werd uitgegeven 5 augustus 2016. |
| 2017 | Wonder Woman: The Junior Novel                                    | is een boek van schrijver Steve Korte. Het werd uitgegeven op 30 mei 2017. |
| 2017 | Wonder Woman: The Official Movie Novelization                     | Het is een boek van schrijfster Nancy Holder. Het werd uitgegeven op 6 juni 2017. |
| 2017 | Mercedes-Benz Present: Justice League                             | Het is een stripboek met tekst van Adam Schlagman en tekeningen van Jason Badower. Het werd uitgegeven op 21 oktober 2017 als digitale comic promotiemateriaal van Mercedes-Benz. |
| 2018 | Aquaman: The Junior Novel                                         | Het is een boek van schrijver Jim McCann. Het werd uitgegeven op 6 november 2018. |
| 2018 | Aquaman: Arthur's Guide to Atlantis                               | Het is een gids van schrijfster Alexandra West. Het werd uitgegeven op 6 november 2018. |
| 2018 | Aquaman: Undertow                                                 | Het is een boek van schrijver Steve Behling. Het werd uitgegeven op 6 november 2018. |
| 2019 | Shazam!: The Junior Novel                                         | Het is een boek van schrijver Calliope Glass. Het werd uitgegeven op 26 februari 2019. |
| 2019 | Shazam!: Freddy's Guide to Super Hero-ing                         | Het is een gids van schrijver Steve Behling. Het werd uitgegeven op 26 februari 2019. |
| 2019 | Harley Quinn and the Birds of Prey                                | Het is een graphic novel, anthologieroman met verhalen die inspireerden op Birds of Prey, geschreven door Paul Dini, Devin K. Grayson, Greg Rucka, Kelley Puckett, Ed Brubaker en Jordan B. Gorfinkel met tekeningen van Don Kramer, Greg Land, Michael Lark, Damion Scott, Cameron Stewart en Jennifer Graves. Het werd uitgegeven op 12 november 2019.    |
| 2020 | Wonder Woman 1984: The Junior Novel                               | Het is een boek van schrijver Calliope Glass. Het werd uitgegeven op 7 juli 2020. |
| 2020 | Wonder Woman 1984: Truth, Love & Wonder                           | Het is een boek van schrijfster Alexandra West. Het werd uitgegeven op 7 juli 2020. |
| 2020 | Wonder Woman: Her Greatest Victories                              | Het is een graphic novel, anthologieroman met verhalen die inspireerden op Wonder Woman 1984, geschreven door Gerry Conway, Len Wein, George Pérez, Geoff Johns, Greg Rucka en Tim Seeley met tekeningen van Don Heck, George Pérez, Tony Daniel, Gary Frank, Nicola Scott, Bilquis Evely en Christian Duce Fernandez. Het werd uitgegeven op 14 juli 2020. |
| 2020 | Wonder Woman 1984: Museum Mayhem                                  | Het is een eenmalige strip met een prequel-verhaal en een tweede verhaal dat geen verband houdt met de DCEU, geschreven door Anna Obropta, Louise Simonson, en Steve Pugh met tekeningen van Bret Blevins en Marguerite Sauvage. Het werd uitgegeven op 29 september 2020.                                                                                  |

## Discografie

### Albums
| Album met eventuele hitnotering(en) in de Nederlandse Album Top 100     | Datum van verschijnen | Datum van binnenkomst | Hoogste positie | Aantal weken | Opmerkingen                |
| ----------------------------------------------------------------------- | --------------------- | --------------------- | --------------- | ------------ | -------------------------- |
| Man of Steel: Original Motion Picture Soundtrack                        | 11-06-2013            | -                     |                 |              | Hans Zimmer                |
| Batman v Superman: Dawn of Justice (Original Motion Picture Soundtrack) | 18-03-2016            | 26-03-2016            | 86              | 1            | Hans Zimmer & Junkie XL    |
| Suicide Squad: The Album                                                | 05-08-2016            | 13-08-2016            | 8               | 14           | Diverse artiesten          |
| Suicide Squad: Original Motion Picture Score                            | 08-08-2016            | -                     |                 |              | Steven Price               |
| Wonder Woman: Original Motion Picture Soundtrack                        | 02-06-2017            | -                     |                 |              | Rupert Gregson-Williams    |
| Justice League: Original Motion Picture Soundtrack                      | 10-11-2017            | -                     |                 |              | Danny Elfman               |
| Aquaman: Original Motion Picture Soundtrack                             | 14-12-2018            | -                     |                 |              | Rupert Gregson-Williams    |
| Shazam!: Original Motion Picture Soundtrack                             | 05-04-2019            | -                     |                 |              | Benjamin Wallfisch         |
| Birds of Prey: The Album                                                | 07-02-2020            | -                     |                 |              | Diverse artiesten          |
| Birds of Prey: Original Score                                           | 14-02-2020            | -                     |                 |              | Daniel Pemberton           |
| Wonder Woman 1984: Original Motion Picture Soundtrack                   | 16-12-2020            | -                     |                 |              | Hans Zimmer                |
| Wonder Woman 1984: Sketches from the Soundtrack                         | 05-02-2021            | -                     |                 |              | Hans Zimmer                |
| Zack Snyder's Justice League: Original Motion Picture Soundtrack        | 18-03-2021            | -                     |                 |              | Tom Holkenborg (Junkie XL) |
| The Suicide Squad: Original Motion Picture Soundtrack                   | 06-08-2021            | -                     |                 |              | Diverse artiesten          |
| The Suicide Squad: Score from Original Motion Picture Soundtrack        | 06-08-2021            | -                     |                 |              | John Murphy                |
| Black Adam: Original Motion Picture Soundtrack                          | 14-10-2022            | -                     |                 |              | Lorne Balfe                |
| Shazam! Fury of the Gods: Original Motion Picture Soundtrack            | 10-03-2023            | -                     |                 |              | Christophe Beck            |
| The Flash: Original Motion Picture Soundtrack                           | 16-06-2023            | -                     |                 |              | Benjamin Wallfisch         |
| Blue Beetle: Original Motion Picture Soundtrack                         | 18-08-2023            | -                     |                 |              | Bobby Krlic                |

| Album met hitnotering(en) in de Vlaamse Ultratop 200 albums             | Datum van verschijnen | Datum van binnenkomst | Hoogste positie | Aantal weken | Opmerkingen             |
| ----------------------------------------------------------------------- | --------------------- | --------------------- | --------------- | ------------ | ----------------------- |
| Man of Steel: Original Motion Picture Soundtrack                        | 11-06-2013            | 22-06-2013            | 62              | 5            | Hans Zimmer             |
| Batman v Superman: Dawn of Justice (Original Motion Picture Soundtrack) | 18-03-2016            | 26-03-2016            | 45              | 9            | Hans Zimmer & Junkie XL |
| Suicide Squad: The Album                                                | 05-08-2016            | 13-08-2016            | 7               | 31           | Diverse artiesten       |
| Birds of Prey: The Album                                                | 07-02-2020            | 15-02-2020            | 113             | 1            | Diverse artiesten       |

### Singles
| Single met eventuele hitnotering(en) in de Nederlandse Top 40 | Datum van verschijnen | Datum van binnenkomst | Hoogste positie | Aantal weken | Opmerkingen                                                                   |
| ------------------------------------------------------------- | --------------------- | --------------------- | --------------- | ------------ | ----------------------------------------------------------------------------- |
| Heathens                                                      | 16-06-2016            | 10-09-2016            | 10              | 16           | Twenty One Pilots                                                             |
| Sucker for Pain                                               | 24-06-2016            | 10-09-2016            | 29              | 3            | Lil Wayne, Wiz Khalifa, Imagine Dragons, Logic, Ty Dolla Sign & X Ambassadors |
| Purple Lamborghini                                            | 05-08-2016            | -                     |                 |              | Skrillex & Rick Ross                                                          |
| Gangsta                                                       | 08-08-2016            | -                     |                 |              | Kehlani                                                                       |
| To Be Human                                                   | 25-05-2017            | -                     |                 |              | Sia & Labrinth                                                                |
| Come Together                                                 | 07-09-2017            | -                     |                 |              | Gary Clark jr. & Junkie XL                                                    |
| Everybody Knows                                               | 10-11-2917            | -                     |                 |              | Sigrid                                                                        |
| Everything I Need                                             | 14-12-2018            | -                     |                 |              | Skylar Grey                                                                   |
| Diamonds                                                      | 10-01-2020            | -                     |                 |              | Megan Thee Stallion & Normani                                                 |
| Joke's on You                                                 | 17-01-2020            | -                     |                 |              | Charlotte Lawrence                                                            |
| Boss Bitch                                                    | 24-01-2020            | -                     |                 |              | Doja Cat                                                                      |
| Sway with Me                                                  | 31-01-2020            | -                     |                 |              | Saweetie en Galxara                                                           |
| Experiment on Me                                              | 07-02-2020            | -                     |                 |              | Halsey                                                                        |
| Themyscira                                                    | 22-08-2020            | -                     |                 |              | Hans Zimmer                                                                   |
| Open Road                                                     | 10-12-2020            | -                     |                 |              | Hans Zimmer                                                                   |
| Rain                                                          | 22-06-2021            | -                     |                 |              | Grandson & Jessie Reyez                                                       |
| So This Is The Famous Suicide Squad                           | 08-07-2021            | -                     |                 |              | John Murphy                                                                   |
| Black Adam Theme                                              | 30-09-2022            | -                     |                 |              | Lorne Balfe                                                                   |
| The Justice Society Theme                                     | 07-10-2022            | -                     |                 |              | Lorne Balfe                                                                   |
| Shazam! Fury of the Gods (Main Title Theme)                   | 23-02-2023            | -                     |                 |              | Christophe Beck                                                               |
| Worlds Collide                                                | 12-05-2023            | -                     |                 |              | Benjamin Wallfisch                                                            |
| Run                                                           | 12 -05-2023           | -                     |                 |              | Benjamin Wallfisch                                                            |
| I Am Batman                                                   | 31-05-2023            | -                     |                 |              | Benjamin Wallfisch                                                            |
| Sounds About Right, Bruce                                     | 31-05-2023            | -                     |                 |              | Benjamin Wallfisch                                                            |
| Blue Beetle Suite                                             | 11-08-2023            | -                     |                 |              | Bobby Krlic                                                                   |

| Single met hitnotering(en) in de Vlaamse Ultratop 50 | Datum van verschijnen | Datum van binnenkomst | Hoogste positie | Aantal weken | Opmerkingen                                                                   |
| ---------------------------------------------------- | --------------------- | --------------------- | --------------- | ------------ | ----------------------------------------------------------------------------- |
| Heathens                                             | 16-06-2016            | 02-07-2016            | 10              | 12           | Twenty One Pilots                                                             |
| Sucker for Pain                                      | 24-06-2016            | 27-08-2016            | 35              | 6            | Lil Wayne, Wiz Khalifa, Imagine Dragons, Logic, Ty Dolla Sign & X Ambassadors |
| Purple Lamborghini                                   | 05-08-2016            | 13-08-2016            | tip36           | -            | Skrillex & Rick Ross                                                          |
| Boss Bitch                                           | 24-01-2020            | 21-03-2020            | tip6            | -            | Doja Cat                                                                      |